# Chambon (Gard)
Pour les articles homonymes, voir Chambon.
Le Chambon est une commune française située dans le nord du département du Gard, en région Occitanie, dans la région naturelle des Cévennes.
Exposée à un climat méditerranéen, elle est drainée par la Cèze, le Luech, l'Homol, le ruisseau de Broussous et par deux autres cours d'eau. Incluse dans les Cévennes, la commune possède un patrimoine naturel remarquable : un site Natura 2000 (les « hautes vallées de la Cèze et du Luech ») et trois zones naturelles d'intérêt écologique, faunistique et floristique.
Chambon est une commune rurale qui compte 262 habitants en 2022, après avoir connu un pic de population de 898 habitants en 1896. Ses habitants sont appelés les Chamboniens ou  Chamboniennes.
Le patrimoine architectural de la commune comprend un immeuble protégé au titre des monuments historiques : le viaduc de Chamborigaud, inscrit en 1984.

## Géographie

### Localisation
Le village de Chambon est situé au nord du département du Gard, en limite de département avec l'Ardèche au nord et à 10 km de la Lozère à l'ouest. Il se trouve à 30 km au nord-ouest d'Alès, la sous-préfecture et plus proche grande ville. À 260 mètres d'altitude, il est inclus dans la zone périphérique du parc national des Cévennes.

### Communes limitrophes
Les communes limitrophes sont Malbosc, Chamborigaud, Génolhac, Peyremale, Portes, Sénéchas et La Vernarède.
| Sénéchas                  | Sénéchas Génolhac | Malbosc (Ardèche) |
| Génolhac                  | Chambon           | Peyremale         |
| Chamborigaud La Vernarède | La Vernarède      | Portes            |

#### Lieux-dits et hameaux
La commune compte de nombreux villages et hameaux dispersés dans la vallée de la rivière du Luech et sur les crêtes qui la surplombent :
le Caissol, le Chambon, Chamboredon, Chamboverne, Chareneuve, Cornas, le Coton, Dieusses, Gagnages, la Lauzière (en partie), le Lingot, le Martinet Neuf, le Mas du Pellet, le Moulin, Palanquis, le Poujol, Pourcharesses, le Rigal, le Simonet, Tarabias, le Taillet, le Thau, le Tribes, Vern.

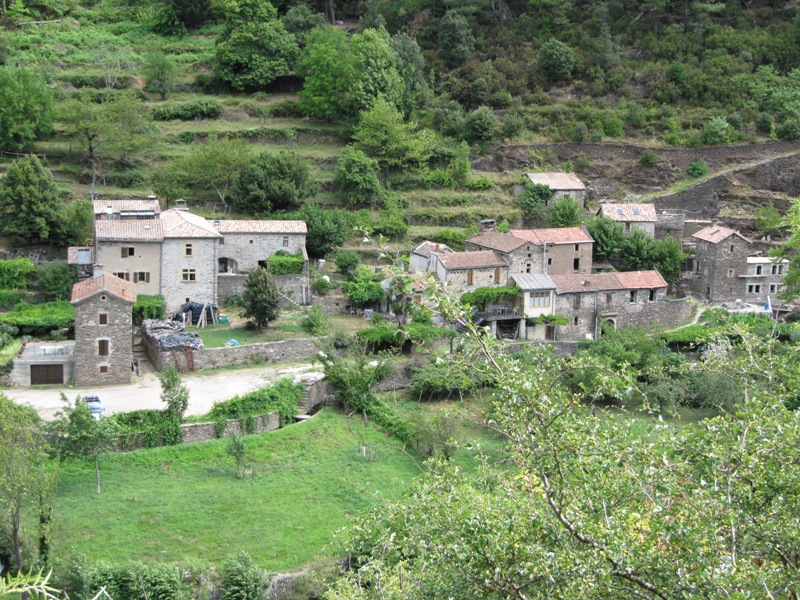
Le village.
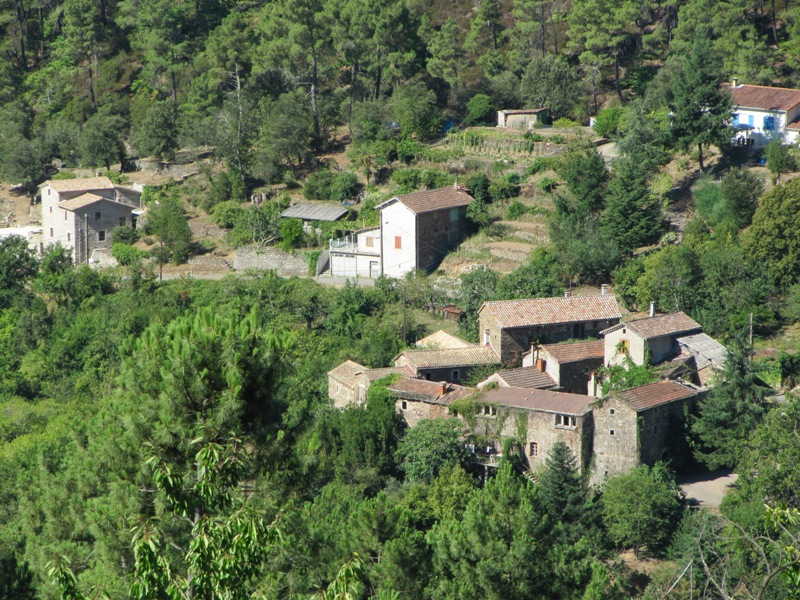
Chamboredon.
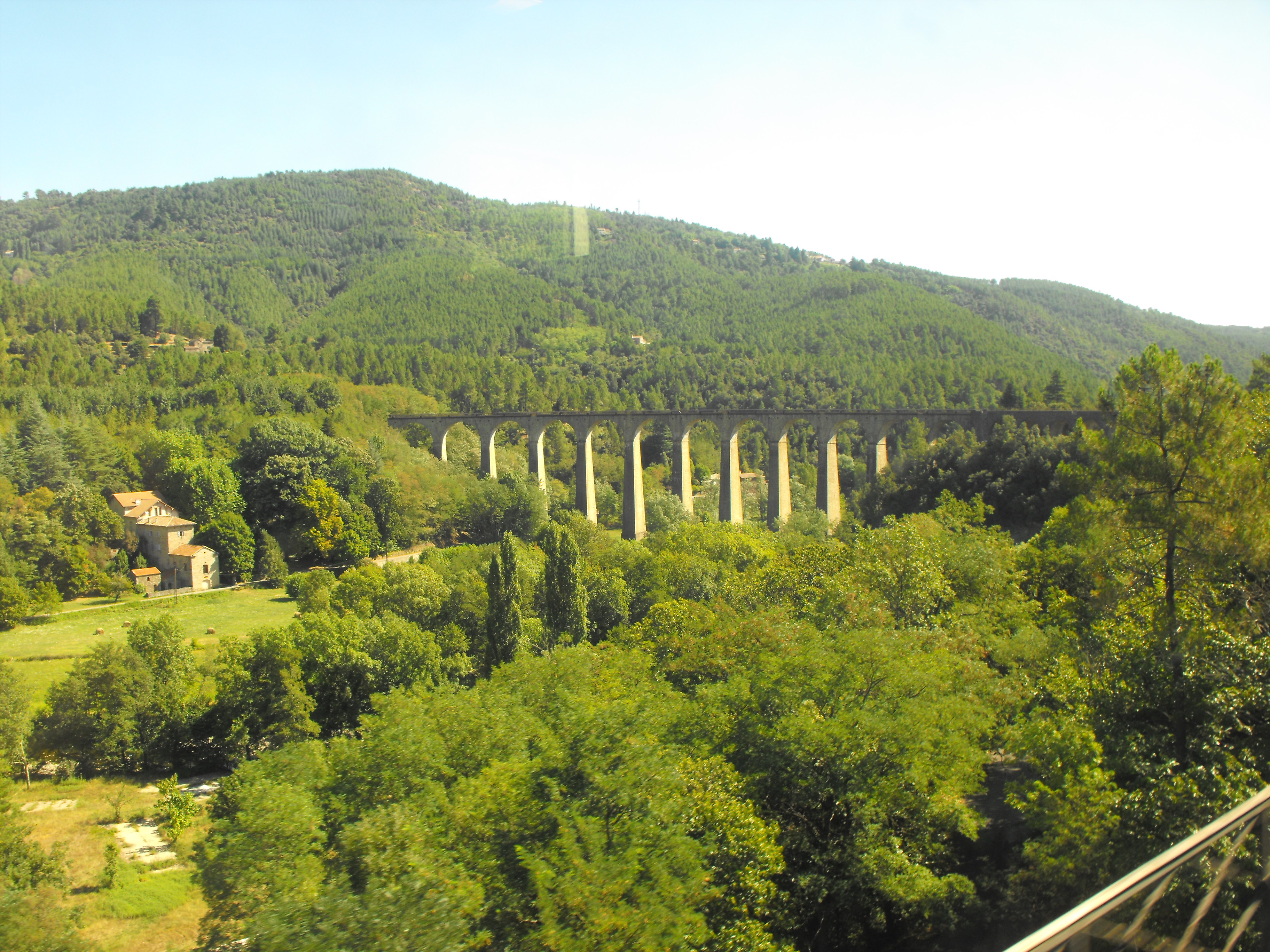
Chamboverne, à gauche du viaduc

### Hydrographie et relief
La rivière le Luech est le principal cours d'eau qui arrose le village en traversant la commune d'ouest en est pour sa direction générale - nonobstant ses nombreux et larges méandres qui contournent les flancs des montagnes encadrant sa vallée. Il sert de limite de communes avec Chamborigaud sur environ 4,1 km.
Neuf de ses affluents passent également sur la commune, dont six y prenant naissance. Notons :
(G) le ruisseau qui, né au sud du col de l'Ance (sur la D17), passe à Maison neuve et conflue à Landiol ; il sert aussi de limite ouest de commune avec Génolhac au nord-ouest sur toute la longueur de son parcours.
(D) la Ribeyrette, qui arrose Chamborigaud, conflue avec le Luech sur la commune de Chambon.
(G) deux petits rus prenant naissance sur les flancs sud de la Coste vers le village de Vern, passent aux Gagnages et confluent immédiatement en aval du viaduc, sur une boucle de méandre formant une zone humide de quelque un hectare sur la commune de Chamborigaud. Deux autres méandres suivent, qui reçoivent chacun un ruisseau prenant naissance sur les flancs sud de la Coste vers le hameau de Dieusses.
(D) le ruisseau de Broussous, venant de Portes par la Vernarède, sert de limite de communes avec La Vernarède sur les derniers 1 200 m de son parcours. Il conflue au niveau du Martinet Neuf.
(G) Deux petits rus viennent de Pourcharesses et le Tribes, et confluent à Palanquis.
(D) Le Revermanoux, qui naît sur Peyremale, sert de limite de communes avec celui-ci sur 500 mètres avant de confluer en aval de Chamboredon.
Le valat du Logier, affluent de l'Homol, prend naissance sur la commune au nord de Chambon. Il rejoint l'Homol alors que ce dernier sert de limite de communes avec Sénéchas.
Au nord-est de Chambon, l'Homol sert de limite de commune avec Sénéchas sur environ 3,7 km jusqu'à sa confluence avec la Cèze. Cette confluence a été modifiée par le barrage écrêteur de Sénéchas qui est partagé entre Chambon et Malbosc mais pas avec Sénéchas. Ce barrage sert à protéger la vallée en aval, dont Bessèges, contre les inondations dues au crues saisonnières, la fonte des neiges du printemps et les pluies d'automne. Le lac formé par le barrage est divisé en deux branches. Celle du sud-ouest occupe une partie de la vallée de l'Homol et est située sur le territoire de la commune. La Cèze au nord-ouest sert de limite de communes avec Malbosc sur environ 350 mètres puis avec Peyremale sur environ 900 mètres.

### Climat
Pour des articles plus généraux, voir Climat de l'Occitanie et Climat du Gard.
En 2010, le climat de la commune est de type climat méditerranéen altéré, selon une étude s'appuyant sur une série de données couvrant la période 1971-2000. En 2020, Météo-France publie une typologie des climats de la France métropolitaine dans laquelle la commune est exposée à un climat de montagne ou de marges de montagne et est dans la région climatique Provence, Languedoc-Roussillon, caractérisée par une pluviométrie faible en été, un très bon ensoleillement (2 600 h/an), un été chaud (21,5 °C), un air très sec en été, sec en toutes saisons, des vents forts (fréquence de 40 à 50 % de vents > 5 m/s) et peu de brouillards.
Pour la période 1971-2000, la température annuelle moyenne est de 12,8 °C, avec une amplitude thermique annuelle de 16,8 °C. Le cumul annuel moyen de précipitations est de 1 271 mm, avec 8,2 jours de précipitations en janvier et 4,4 jours en juillet. Pour la période 1991-2020, la température moyenne annuelle observée sur la station météorologique la plus proche, située sur la commune de Génolhac à 8 km à vol d'oiseau, est de 13,2 °C et le cumul annuel moyen de précipitations est de 1 692,5 mm,. Pour l'avenir, les paramètres climatiques de la commune estimés pour 2050 selon différents scénarios d'émission de gaz à effet de serre sont consultables sur un site dédié publié par Météo-France en novembre 2022.

#### Données
| Ville             | Ensoleillement · (h/an) | Pluie · (mm/an) | Neige · (j/an) | Orage · (j/an) | Brouillard · (j/an) |
| ----------------- | ----------------------- | --------------- | -------------- | -------------- | ------------------- |
| Médiane nationale | 1 852                   | 835             | 16             | 25             | 50                  |
| le Chambon        | 2669                    | 762             | 3              | 23             | 11                  |
| Paris             | 1 717                   | 634             | 13             | 20             | 26                  |
| Nice              | 2 760                   | 791             | 1              | 28             | 2                   |
| Strasbourg        | 1 747                   | 636             | 26             | 28             | 69                  |
| Brest             | 1 555                   | 1 230           | 6              | 12             | 78                  |
| Bordeaux          | 2 070                   | 987             | 3              | 32             | 78                  |

| Mois                              | jan.  | fév.  | mars  | avril | mai   | juin  | jui.  | août  | sep.  | oct.  | nov.  | déc. | année   |
| --------------------------------- | ----- | ----- | ----- | ----- | ----- | ----- | ----- | ----- | ----- | ----- | ----- | ---- | ------- |
| Température minimale moyenne (°C) | 2,4   | 3,4   | 5,1   | 7,8   | 11,2  | 14,9  | 17,7  | 17,2  | 14,7  | 10,8  | 5,9   | 3    | 9,5     |
| Température moyenne (°C)          | 6,3   | 7,7   | 9,9   | 12,8  | 16,6  | 20,5  | 23,7  | 23    | 20    | 15,4  | 10    | 6,9  | 14,4    |
| Température maximale moyenne (°C) | 10,3  | 11,9  | 14,7  | 17,8  | 21,9  | 26,2  | 29,8  | 28,9  | 25,3  | 20    | 14    | 10,7 | 19,3    |
| Ensoleillement (h)                | 143,5 | 147,4 | 203,1 | 227,6 | 267,8 | 310,2 | 353,8 | 315,3 | 236,6 | 186,8 | 143,9 | 133  | 2 668,9 |
| Précipitations (mm)               | 67,7  | 70,7  | 55,9  | 59,2  | 60,9  | 38,6  | 25,3  | 51,6  | 66,8  | 131,9 | 69,2  | 64,1 | 761,9   |

### Milieux naturels et biodiversité

#### Espaces protégés
La protection réglementaire est le mode d’intervention le plus fort pour préserver des espaces naturels remarquables et leur biodiversité associée,.
Dans ce cadre, la commune fait partie de l'aire d'adhésion du Parc national des Cévennes. Ce  parc national, créé en 1967, est un territoire de moyenne montagne formé de cinq entités géographiques : le massif de l'Aigoual, le causse Méjean avec les gorges du Tarn et de la Jonte, le mont Lozère, les vallées cévenoles ainsi que le piémont cévenol.
La commune fait partie de la zone de transition des Cévennes, un territoire d'une superficie de 116 032 ha reconnu réserve de biosphère par l'UNESCO en 1985 pour la mosaïque de milieux naturels qui la composent et qui abritent une biodiversité exceptionnelle, avec 2 400 espèces animales, 2 300 espèces de plantes à fleurs et de fougères, auxquelles s’ajoutent d’innombrables mousses, lichens, champignons,.

#### Réseau Natura 2000

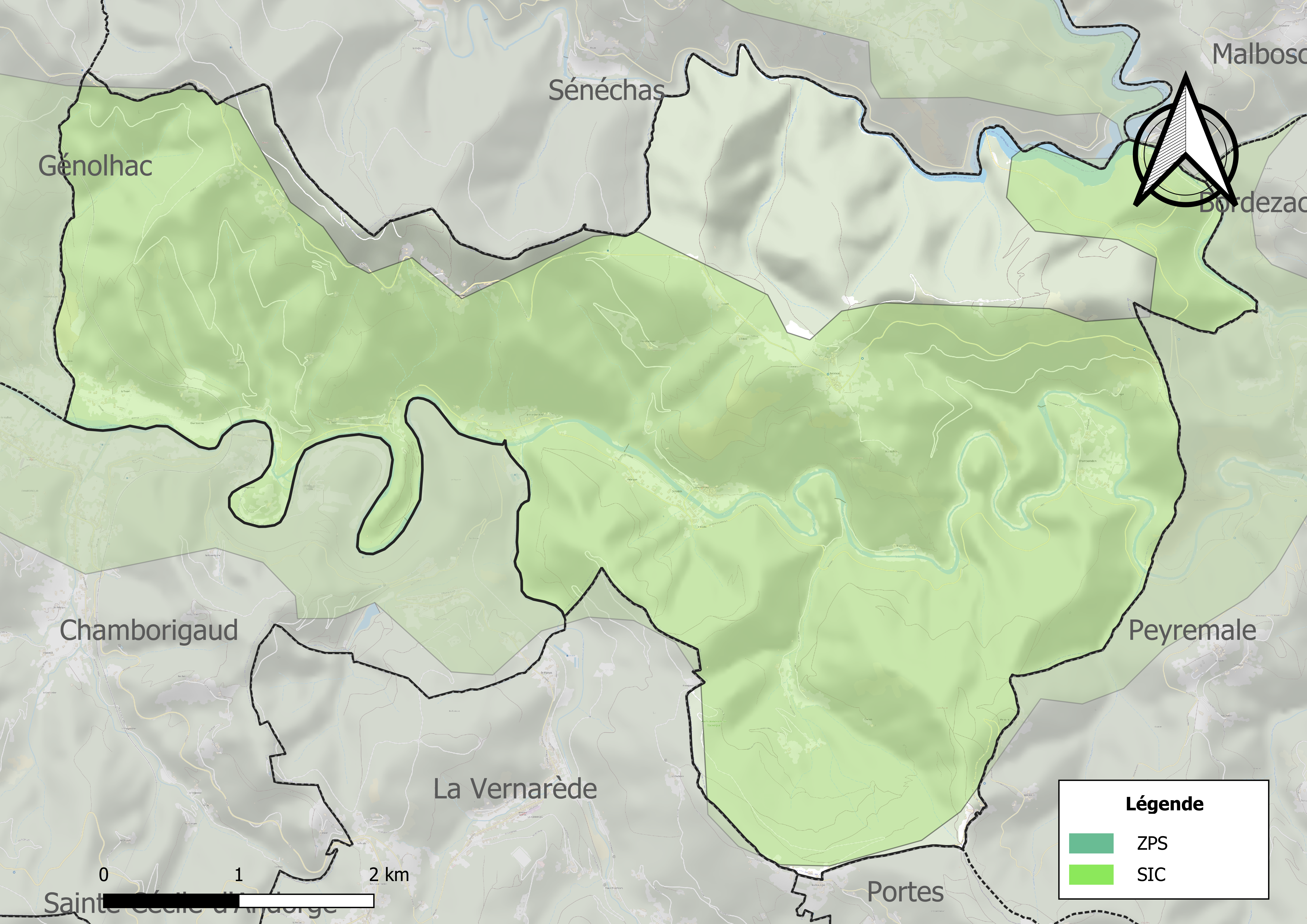
Site Natura 2000 sur le territoire communal.

Le réseau Natura 2000 est un réseau écologique européen de sites naturels d'intérêt écologique élaboré à partir des directives habitats et oiseaux, constitué de zones spéciales de conservation (ZSC) et de zones de protection spéciale (ZPS).
Un site Natura 2000 a été défini sur la commune au titre de la directive habitats : les « hautes vallées de la Cèze et du Luech », d'une superficie de 12 680 ha, correspondant à la partie amont du bassin versant de la Cèze. Elles présentent un patrimoine naturel remarquable, avec quatre espèces piscicoles : l'écrevisse à pattes blanches, le castor, la loutre et le barbeau méridional et cinq habitats d'intérêt communautaire d'origine.

#### Zones naturelles d'intérêt écologique, faunistique et floristique
L’inventaire des zones naturelles d'intérêt écologique, faunistique et floristique (ZNIEFF) a pour objectif de réaliser une couverture des zones les plus intéressantes sur le plan écologique, essentiellement dans la perspective d’améliorer la connaissance du patrimoine naturel national et de fournir aux différents décideurs un outil d’aide à la prise en compte de l’environnement dans l’aménagement du territoire.
Une ZNIEFF de type 1 est recensée sur la commune :
la « vallée de la Luech à Chambon » (884 ha), couvrant 3 communes du département et deux ZNIEFF de type 2, : 
- le « cours moyen de la Cèze » (648 ha), couvrant 16 communes du département[23] ;
- les « vallées amont de la Cèze et de la Ganière » (10 752 ha), couvrant 11 communes dont 9 dans le Gard et 2 dans la Lozère[24].

Carte des ZNIEFF de type 1 et 2 à Chambon.
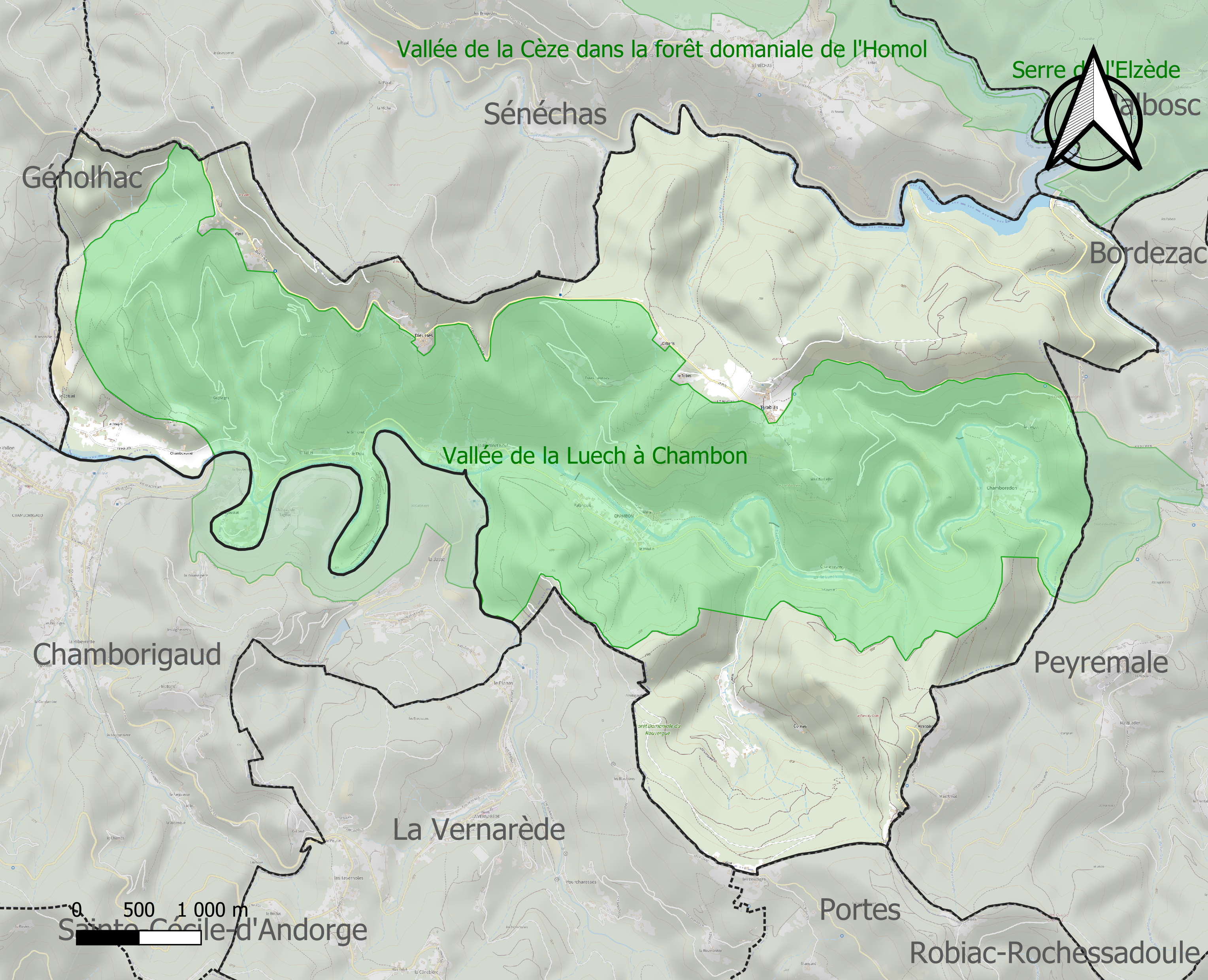
Carte de la ZNIEFF de type 1 sur la commune.
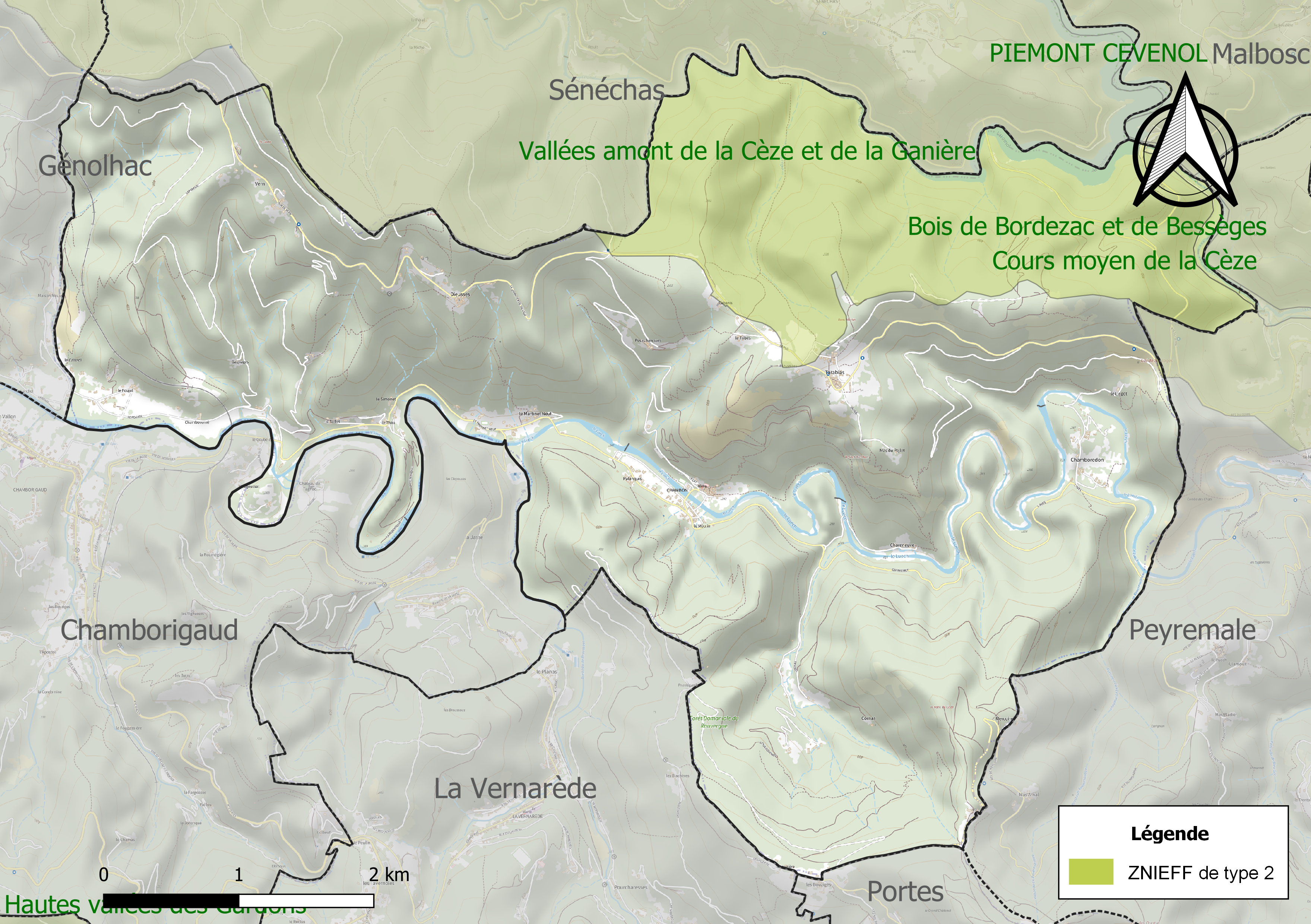
Carte des ZNIEFF de type 2 sur la commune.

## Urbanisme

### Typologie
Au 1er janvier 2024, Chambon est catégorisée commune rurale à habitat très dispersé, selon la nouvelle grille communale de densité à sept niveaux définie par l'Insee en 2022.
Elle est située hors unité urbaine et hors attraction des villes,.

### Occupation des sols
L'occupation des sols de la commune, telle qu'elle ressort de la base de données européenne d’occupation biophysique des sols Corine Land Cover (CLC), est marquée par l'importance des forêts et milieux semi-naturels (96 % en 2018), une proportion identique à celle de 1990 (96 %). La répartition détaillée en 2018 est la suivante : 
forêts (88,6 %), milieux à végétation arbustive et/ou herbacée (7,4 %), zones agricoles hétérogènes (3,6 %), eaux continentales (0,5 %). L'évolution de l’occupation des sols de la commune et de ses infrastructures peut être observée sur les différentes représentations cartographiques du territoire : la carte de Cassini (XVIIIe siècle), la carte d'état-major (1820-1866) et les cartes ou photos aériennes de l'IGN pour la période actuelle (1950 à aujourd'hui).

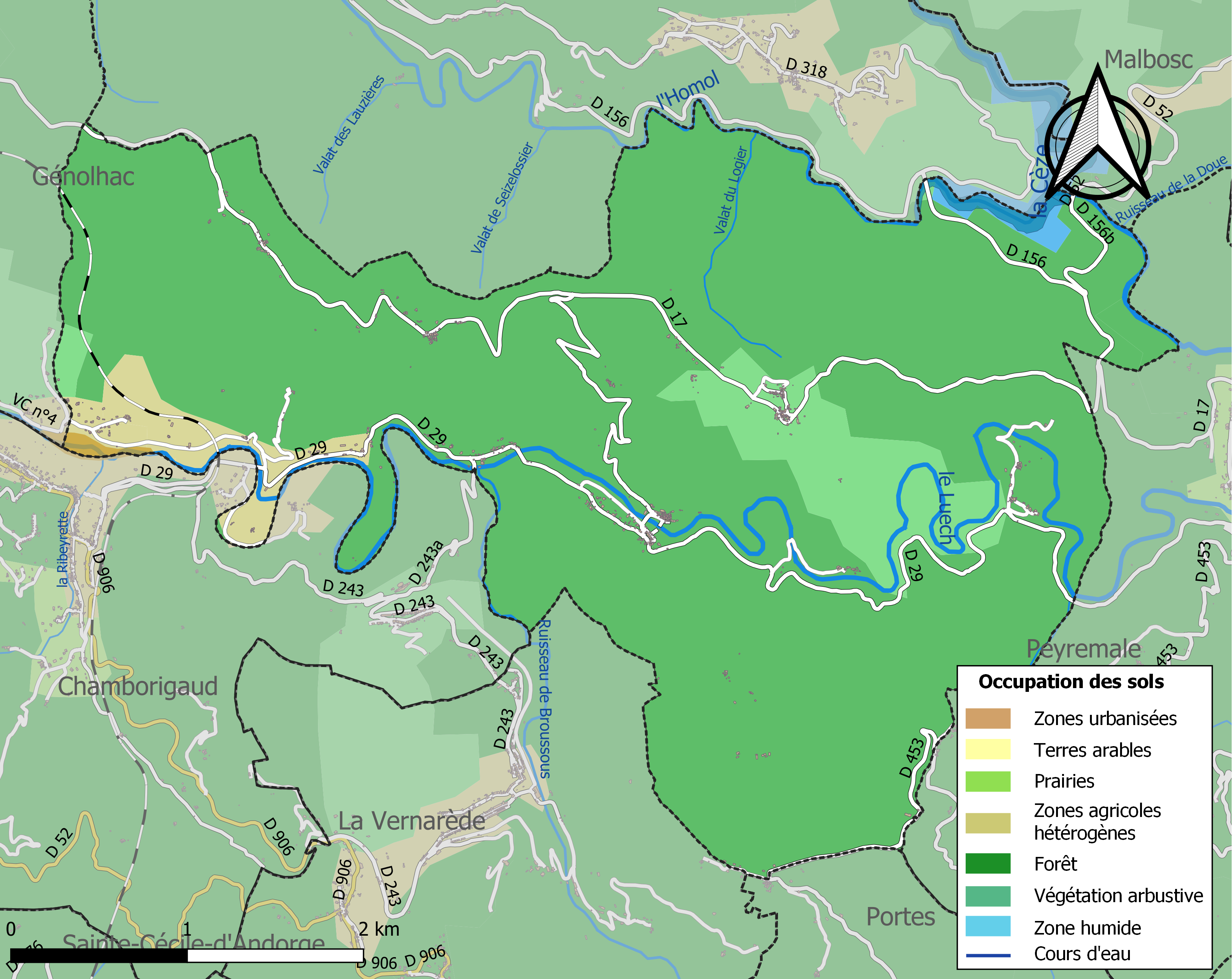
Carte des infrastructures et de l'occupation des sols de la commune en 2018 (CLC).

### Risques majeurs
Le territoire de la commune de Chambon est vulnérable à différents aléas naturels : météorologiques (tempête, orage, neige, grand froid, canicule ou sécheresse), inondations, feux de forêts, mouvements de terrains et séisme (sismicité faible). Il est également exposé à un risque technologique, la rupture d'un barrage, et à un risque particulier : le risque de radon. Un site publié par le BRGM permet d'évaluer simplement et rapidement les risques d'un bien localisé soit par son adresse soit par le numéro de sa parcelle.

#### Risques naturels
Certaines parties du territoire communal sont susceptibles d’être affectées par le risque d’inondation par débordement de cours d'eau et par une crue torrentielle ou à montée rapide de cours d'eau, notamment la Cèze, le Luech et l'Homol. La commune a été reconnue en état de catastrophe naturelle au titre des dommages causés par les inondations et coulées de boue survenues en 1982, 1983, 1992, 1994, 1995, 1997, 2008 et 2014,.

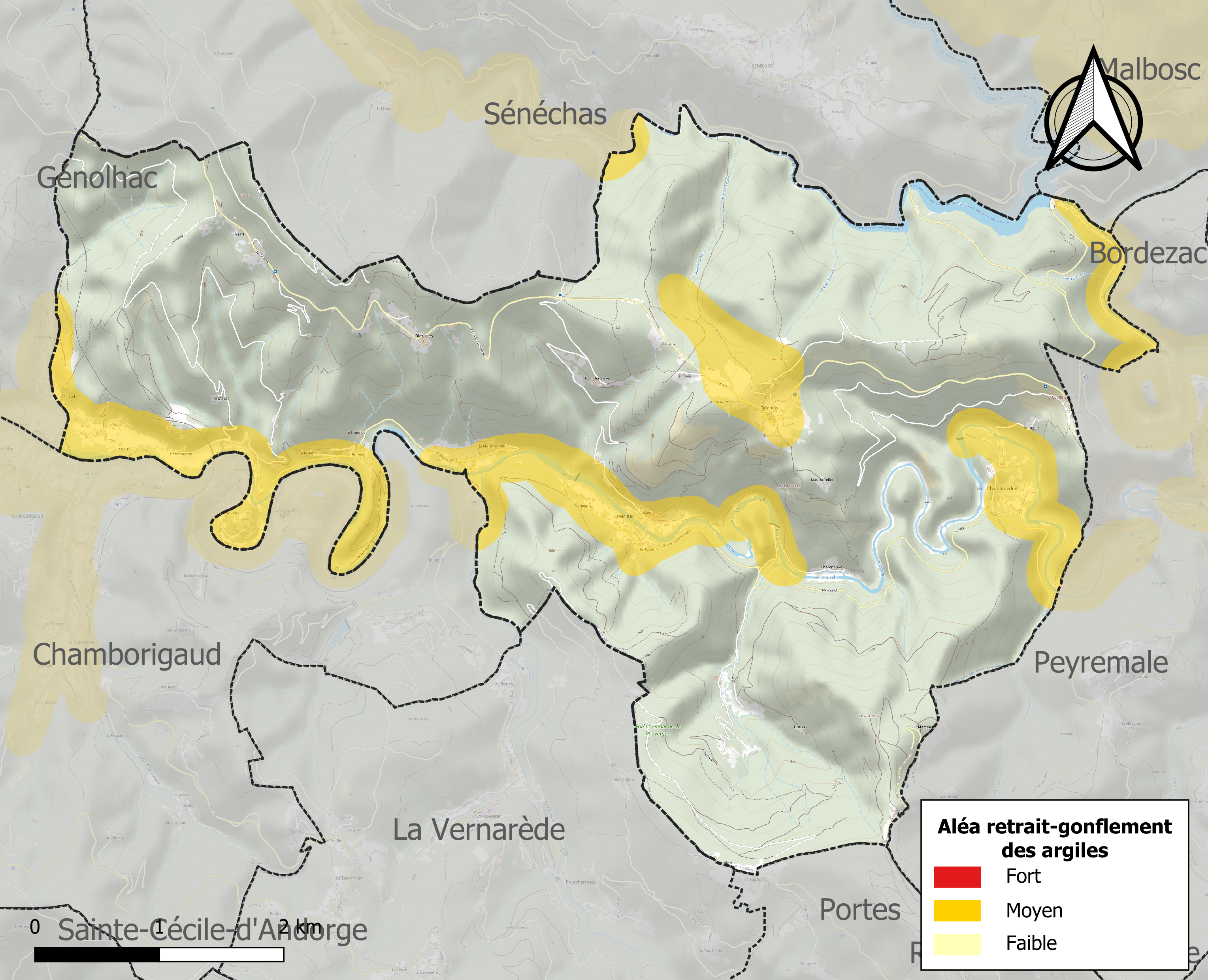
Carte des zones d'aléa retrait-gonflement des sols argileux de Chambon.

La commune est vulnérable au risque de mouvements de terrains constitué principalement du retrait-gonflement des sols argileux. Cet aléa est susceptible d'engendrer des dommages importants aux bâtiments en cas d’alternance de périodes de sécheresse et de pluie. 16,8 % de la superficie communale est en aléa moyen ou fort (67,5 % au niveau départemental et 48,5 % au niveau national). Sur les 292 bâtiments dénombrés sur la commune en 2019, 181 sont en aléa moyen ou fort, soit 62 %, à comparer aux 90 % au niveau départemental et 54 % au niveau national. Une cartographie de l'exposition du territoire national au retrait gonflement des sols argileux est disponible sur le site du BRGM,.
Par ailleurs, afin de mieux appréhender le risque d’affaissement de terrain, l'inventaire national des cavités souterraines permet de localiser celles situées sur la commune.
Concernant les mouvements de terrains, la commune a été reconnue en état de catastrophe naturelle au titre des dommages causés par des mouvements de terrain en 1983.

#### Risques technologiques
La commune est en outre située en aval du barrage de Sénéchas, un ouvrage de classe A doté d'un PPI. À ce titre elle est susceptible d’être touchée par l’onde de submersion consécutive à la rupture de cet ouvrage.

#### Risque particulier
Dans plusieurs parties du territoire national, le radon, accumulé dans certains logements ou autres locaux, peut constituer une source significative d’exposition de la population aux rayonnements ionisants. Certaines communes du département sont concernées par le risque radon à un niveau plus ou moins élevé. Selon la classification de 2018, la commune de Chambon est classée en zone 3, à savoir zone à potentiel radon significatif.

## Toponymie
Deux hypothèses ont été avancées pour expliquer l’origine du mot chambon, les 2 significations s’étant parfois mélangées :
- « Champ bon ou fertile », le nom commun occitan cambon signifiant « champ fertile » c'est-à-dire une plaine formée d’alluvions riches (ou plus précisément plaine d’alluvions près d’un cours d’eau)[35],[36] ;
- « Plaine près d’un cours d’eau », le mot gaulois passé dans le langage du latin vulgaire puis en occitan cambo signifiant « Courbe de rivière »[37].

Ses habitants sont appelés les Chambonnards et les Chambonnardes.

## Histoire

### Moyen Âge
- 17 avril 1295 : le plus ancien parchemin retrouvé sur la commune évoque la vente du fief du Chambon à Portes. Il reste la propriété du seigneur de Portes jusqu’au XVIIe siècle où le sieur Roussel le rachète.

### Époque contemporaine
- 21 avril 1839 : une ordonnance royale érige le village du Chambon en commune distincte de Portes et de Sénéchas[38].
- 29 novembre 1869 : la commune de La Vernarède est créée à partir de territoires distraits de ceux des communes de Portes et du Chambon.
- 1889 : la commune possède enfin sa propre église.
- Dans les années 1950, le village se vide après la fermeture des mines de charbon. Commencée dans les années 1860, l'aventure minière du Chambon s'est définitivement arrêtée un siècle plus tard, le 31 août 1960, date à laquelle le portail de bois allait être remplacé par un mur, au hameau de Cornas.
- Depuis les années 2000, le village retrouve vie avec notamment le tourisme vert.

Depuis le 1er janvier 2016 la région Languedoc-Roussillon, à laquelle appartient le Gard, a fusionné avec la région Midi-Pyrénées. L'ensemble est devenu la nouvelle région Occitanie.

## Politique et administration

### Liste des maires
| Période                                  | Période   | Identité       | Étiquette | Qualité                                              |
| ---------------------------------------- | --------- | -------------- | --------- | ---------------------------------------------------- |
| 1946                                     | 1971      | Louis Badouric |           |                                                      |
|                                          | mars 1977 | Albert Guiraud |           |                                                      |
| mars 1977                                | mars 1983 | Lucien Polge   |           |                                                      |
| mars 1983                                | mars 2008 | Guy Laganier   | PCF       | Conseiller général du Canton de Génolhac (1999-2015) |
| mars 2008                                | mai 2020  | Serge Meurtin  | PCF       | Cadre                                                |
| 2020                                     | En cours  | Marc Sasso     | DVG       |                                                      |
| Les données manquantes sont à compléter. |           |                |           |                                                      |

## Population et société

### Démographie
L'évolution du nombre d'habitants est connue à travers les recensements de la population effectués dans la commune depuis 1841. Pour les communes de moins de 10 000 habitants, une enquête de recensement portant sur toute la population est réalisée tous les cinq ans, les populations de référence des années intermédiaires étant quant à elles estimées par interpolation ou extrapolation. Pour la commune, le premier recensement exhaustif entrant dans le cadre du nouveau dispositif a été réalisé en 2006.

En 2022, la commune comptait 262 habitants, en évolution de −1,13 % par rapport à 2016 (Gard : +2,97 %, France hors Mayotte : +2,11 %).
| 1841 | 1846 | 1851 | 1856 | 1861 | 1866 | 1872 | 1876 | 1881 |
| ---- | ---- | ---- | ---- | ---- | ---- | ---- | ---- | ---- |
| 637  | 640  | 624  | 643  | 625  | 646  | 676  | 757  | 747  |

| 1886 | 1891 | 1896 | 1901 | 1906 | 1911 | 1921 | 1926 | 1931 |
| ---- | ---- | ---- | ---- | ---- | ---- | ---- | ---- | ---- |
| 813  | 820  | 898  | 792  | 807  | 770  | 676  | 670  | 587  |

| 1936 | 1946 | 1954 | 1962 | 1968 | 1975 | 1982 | 1990 | 1999 |
| ---- | ---- | ---- | ---- | ---- | ---- | ---- | ---- | ---- |
| 564  | 557  | 525  | 418  | 273  | 222  | 183  | 196  | 240  |

| 2006 | 2011 | 2016 | 2021 | 2022 | - | - | - | - |
| ---- | ---- | ---- | ---- | ---- | - | - | - | - |
| 271  | 292  | 265  | 260  | 262  | - | - | - | - |

## Économie

### Revenus
En 2018  (données Insee publiées en septembre 2021), la commune compte 127 ménages fiscaux, regroupant 238 personnes. La médiane du revenu disponible par unité de consommation est de 20 310 € (20 020 € dans le département).

### Emploi
|                | 2008   | 2013   | 2018   |
| -------------- | ------ | ------ | ------ |
| Commune        | 7,9 %  | 10,4 % | 14,9 % |
| Département    | 10,6 % | 12 %   | 12 %   |
| France entière | 8,3 %  | 10 %   | 10 %   |

En 2018, la population âgée de 15 à 64 ans s'élève à 147 personnes, parmi lesquelles on compte 71,6 % d'actifs (56,8 % ayant un emploi et 14,9 % de chômeurs) et 28,4 % d'inactifs,. En  2018, le taux de chômage communal (au sens du recensement) des 15-64 ans est supérieur à celui du département et de la France, alors qu'en 2008 la situation était inverse.
La commune est hors attraction des villes,. Elle compte 29 emplois en 2018, contre 38 en 2013 et 33 en 2008. Le nombre d'actifs ayant un emploi résidant dans la commune est de 83, soit un indicateur de concentration d'emploi de 34,5 % et un taux d'activité parmi les 15 ans ou plus de 44,5 %.
Sur ces 83 actifs de 15 ans ou plus ayant un emploi, 26 travaillent dans la commune, soit 31 % des habitants. Pour se rendre au travail, 85,7 % des habitants utilisent un véhicule personnel ou de fonction à quatre roues, 3,6 % les transports en commun, 3,6 % s'y rendent en deux-roues, à vélo ou à pied et 7,1 % n'ont pas besoin de transport (travail au domicile).

### Activités hors agriculture
8 établissements sont implantés  à Chambon au 31 décembre 2019.
Le secteur de l'administration publique, l'enseignement, la santé humaine et l'action sociale est prépondérant sur la commune puisqu'il représente 25 % du nombre total d'établissements de la commune (2 sur les 8 entreprises implantées  à Chambon), contre 13,5 % au niveau départemental.

### Agriculture
|               | 1988 | 2000 | 2010 | 2020 |
| ------------- | ---- | ---- | ---- | ---- |
| Exploitations | 5    | 7    | 3    | 5    |
| SAU (ha)      | 20   | 102  | 12   | 46   |

La commune est dans les Cévennes, une petite région agricole occupant l'ouest du département du Gard. En 2020, l'orientation technico-économique de l'agriculture  sur la commune est la polyculture et/ou le polyélevage. Cinq exploitations agricoles ayant leur siège dans la commune sont dénombrées lors du recensement agricole de 2020 (cinq en 1988). La superficie agricole utilisée est de 46 ha,,.

## Culture locale et patrimoine

### Édifices civils

#### Tumulus du Chambon
Le tumulus du Chambon ou de l’Elzière est un vaste monument funéraire en pierre de la protohistoire réutilisé au Moyen Âge. Il se trouve plus ou moins à cheval sur la limite nord de la commune avec celle de Sénéchas, au nord-est de Chamborigaud et nord-ouest de Chambon, entre les vallées du Luech et de l'Homol, sur la ligne de crête qui domine la petite route reliant les lieux-dits Vern à Dieusses. À 630 mètres d'altitude, il est à moins de 500 m du sommet de la Mole. Il est remarquable par sa taille (20 mètres de diamètre et 3 mètres de haut) et par sa construction en gradins,. Il a été méthodiquement fouillé dans les années 1980.

#### Viaduc de Chamborigaud

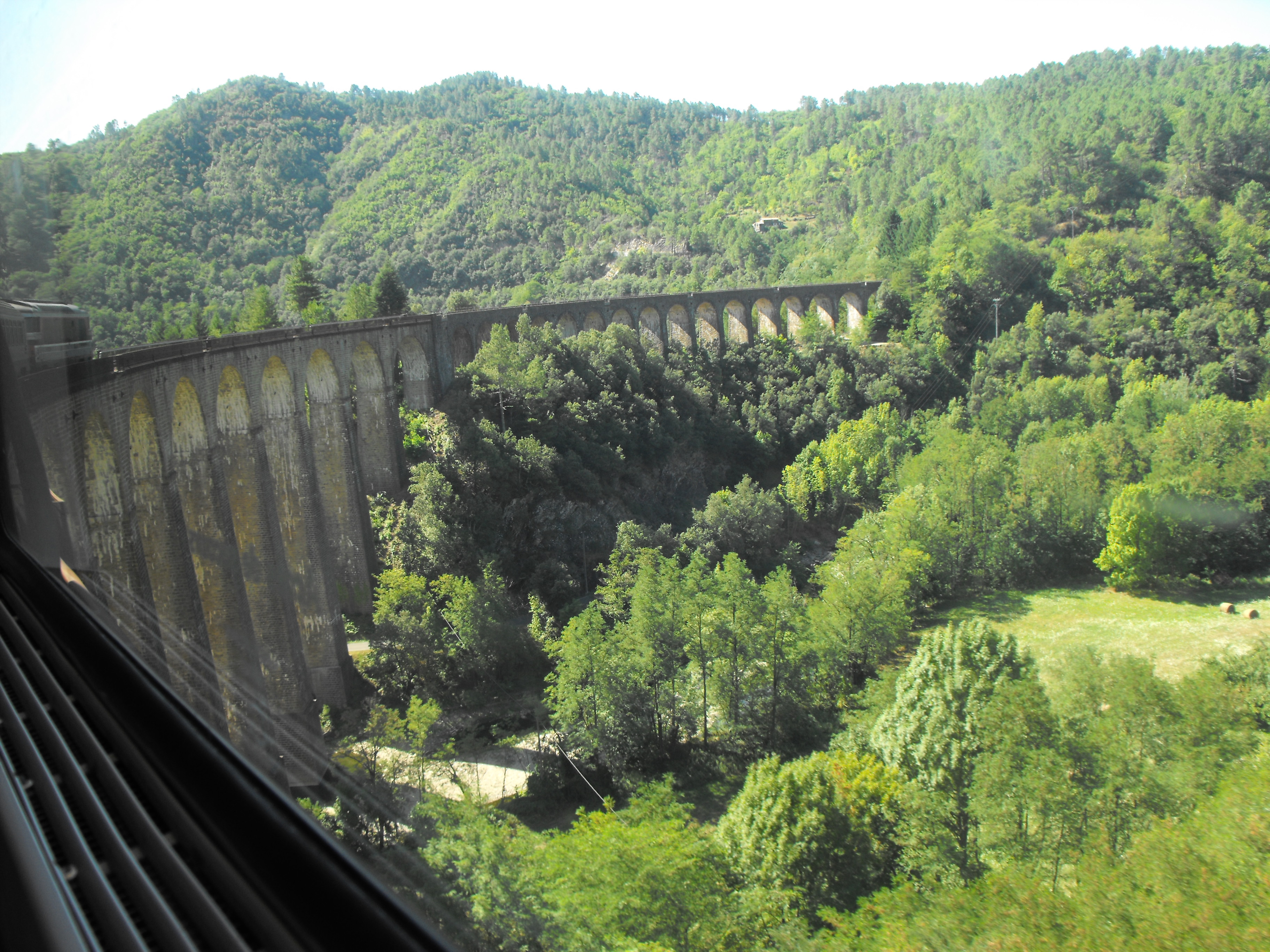
Viaduc de Chamborigaud vu du train de Génolhac à Chamborigaud.

La partie nord du viaduc de Chamborigaud, sur à peu près six arches, est érigée sur la commune de Chambon. Parfois appelé viaduc du Luech, cet ouvrage supporte une ligne de chemin de fer, la ligne de Saint-Germain-des-Fossés à Nîmes-Courbessac situé entre les gares de Chamborigaud et de Génolhac. Sur la photo ci-contre, le train va de Génolhac à Chamborigaud, et se trouve sur la commune de Chambon, la tête de train est à peu près au niveau du Luech, après quoi il entre sur la commune de Chamborigaud.

#### Anciens moulins
Il reste sur le territoire de la commune trois anciens moulins avec des canaux d’irrigation et des cascades en pierres bâties. L'exploitation houillère du passé a laissé de nombreux vestiges : anciens bâtiments, mines, tunnels, plate-forme minière.

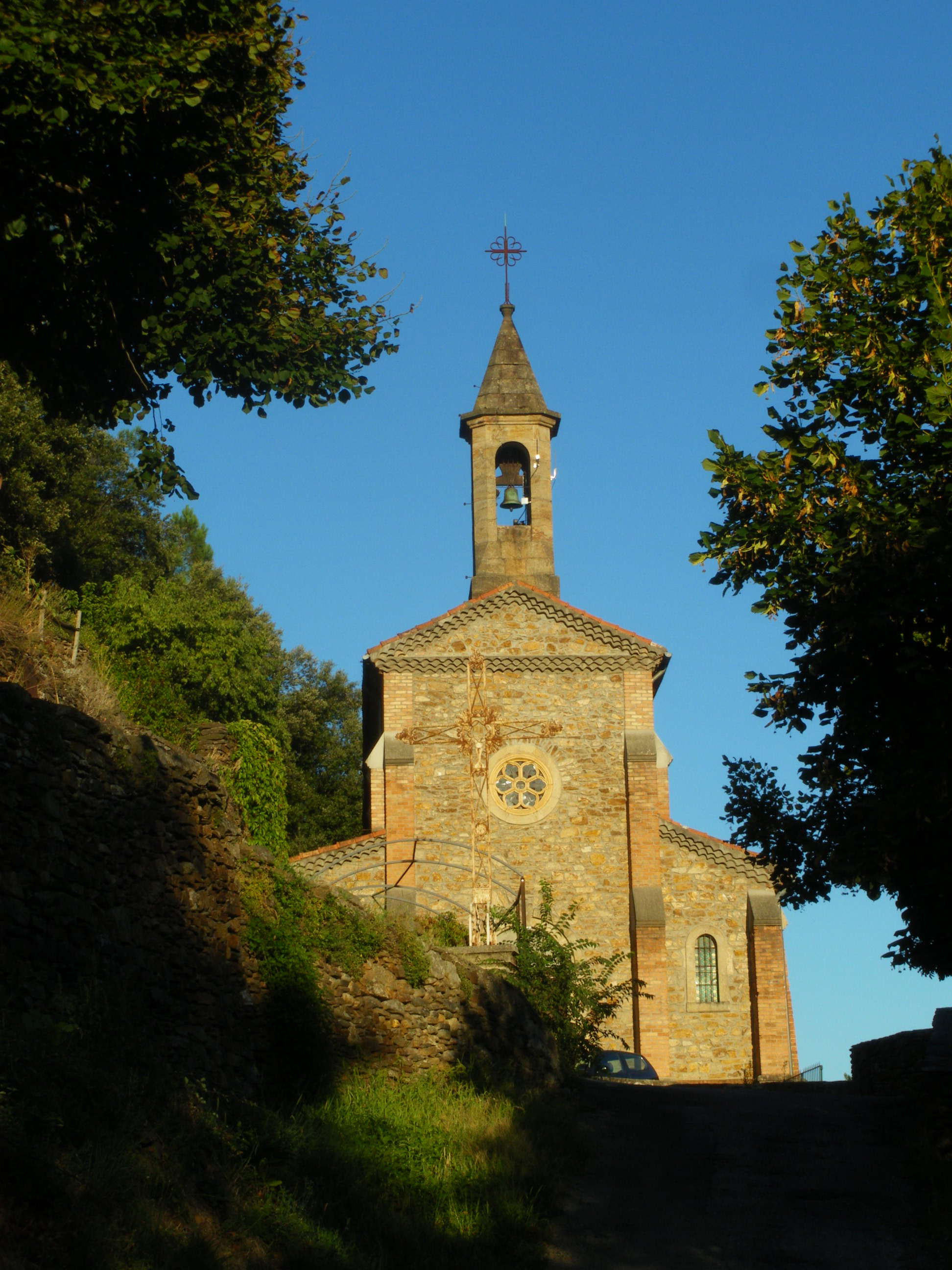
Église Notre-Dame

### Édifices religieux
- Église Notre-Dame de Chambon.

### Patrimoine environnemental

#### Espaces protégés et gérés
La commune fait partie de ces deux grands espaces protégés :
- Parc national des Cévennes, aire d'adhésion[52].
- Réserve de biosphère des Cévennes, zone de transition[53].

#### ZNIEFF

##### Cours moyen de la Cèze
La ZNIEFF continentale de type 2 Cours moyen de la Cèze couvre près de 648 hectares sur 16 communes et est entièrement comprise dans le Parc national des Cévennes. Cette ZNIEFF abrite deux espèces végétales protégées sur l'ensemble du territoire français métropolitain : la gratiole officinale (Gratiola officinalis, une scrophulaire) et la spiranthe d'été (Spiranthes aestivalis, une orchidée).

##### Vallée du Luech à Chambon
La ZNIEFF continentale de type 1 Vallée du Luech à Chambon concerne 884 ha sur Chambon, Chamborigaud et Peyremale. L'habitat très diversifié y est fait de zones humides, cultures, forêts et zones rocheuses. L'habitat déterminant de la ZNIEFF désigne des terrains en friche et terrains vagues. Le faucon pèlerin, qui craint le dérangement dans ses zones de nidification, est particulièrement visé par la protection. Là de même on retrouve la Fougère mâle d'Ardèche ou Dryopteris ardechensis.

##### Vallées amont de la Cèze et de la Ganière
La ZNIEFF continentale de type 1 des Vallées amont de la Cèze et de la Ganièrecomprend 10 752,18 hectares sur 11 communes. Son habitat déterminant est fait de terrains en friche et terrains vagues. Cette ZNIEFF vise six espèces végétales protégées sur l'ensemble du territoire français métropolitain : 
- l'orchis à odeur de punaise (Anacamptis coriophora, une orchidée terrestre), le ciste de Pouzolz (Cistus pouzolzii), le botrychium à feuilles de matricaire (Botrychium matricariifolium, une petite fougère vivace), la gratiole officinale (Gratiola officinalis, une scrophulaire), l'ophioglosse des Açores (Ophioglossum azoricum, une fougère) et la spiranthe d'été (Spiranthes aestivalis, une orchidée) - cette dernière  étant également protégée au titre de la directive Habitat. L'œillet du granite (Dianthus graniticus), autre espèce visée, est sur la « liste des espèces végétales sauvages pouvant faire l'objet d'une réglementation préfectorale permanente ou temporaire ».
- Deux espèces animales sont de même visées par cette ZNIEFF : l'écrevisse à pattes blanches (Austropotamobius pallipes), résidente, y est protégée au titre de la directive Habitat et de la "Protection des écrevisses autochtones sur le territoire français métropolitain" ; le faucon pèlerin (Falco peregrinus) est protégé au titre de la directive Oiseaux et, en sus, est sur la liste des oiseaux protégés sur l'ensemble du territoire français[57].

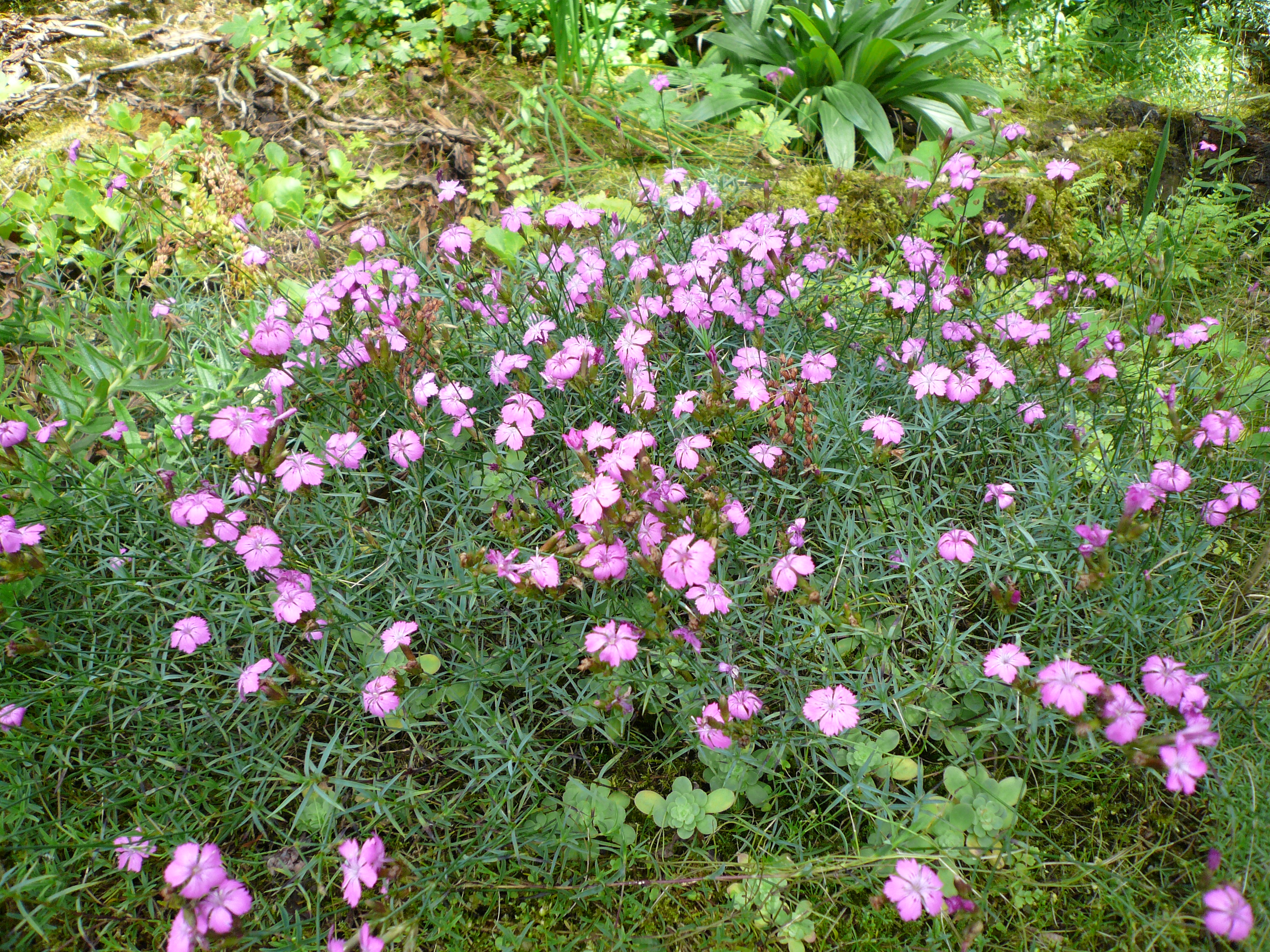
Œillet du granite (Dianthus graniticus)
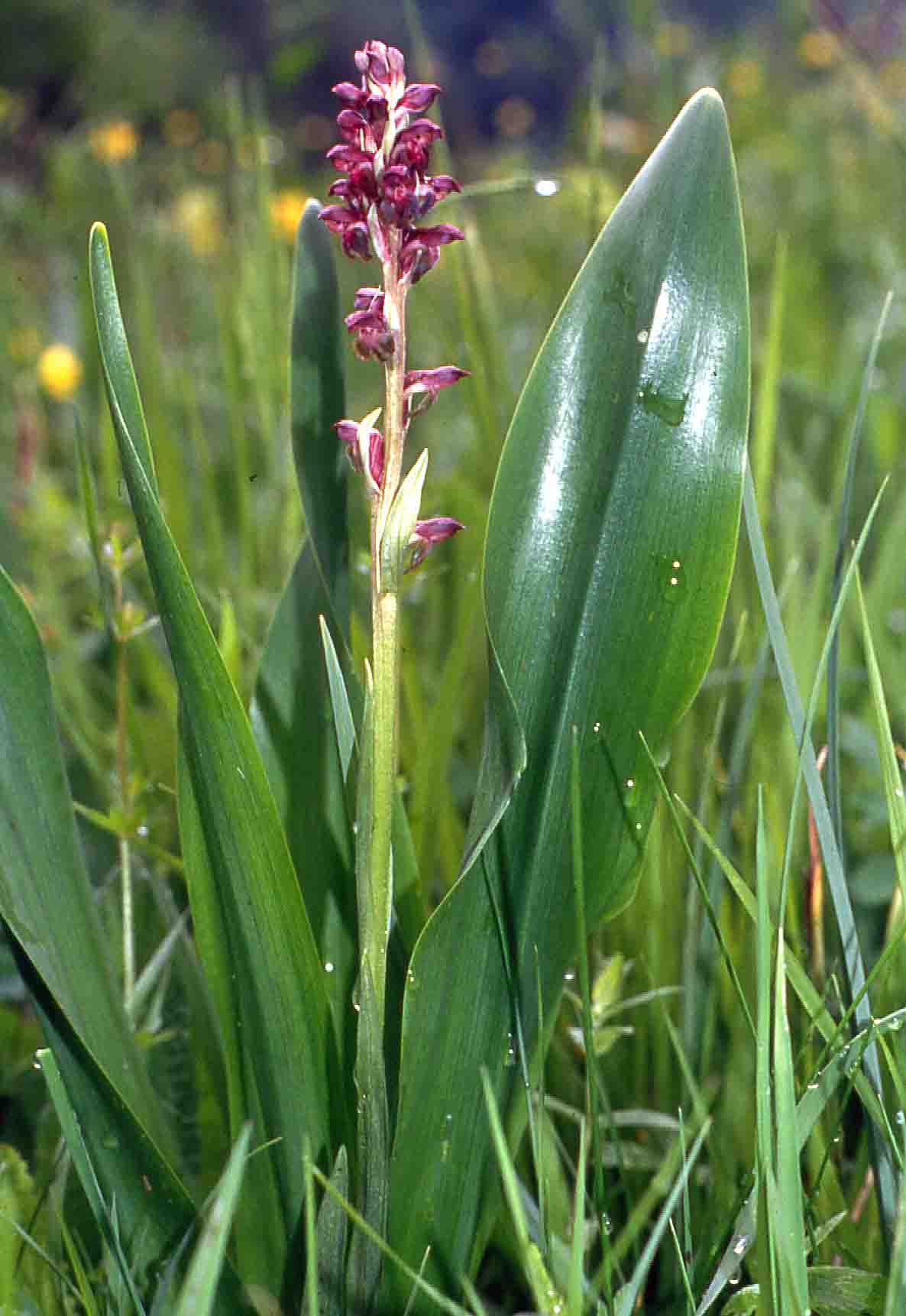
Orchis à odeur de punaise (Anacamptis coriophora)

#### Hautes vallées de la Cèze et du Luech
Chambon est inclus dans les 13 080 ha de la Zone spéciale de conservation Natura 2000 dite Hautes vallées de la Cèze et du Luech au titre de la Directive Habitats, au sein de la Réserve de biosphère des Cévennes. Cette zone ne concerne que la partie de vallée en amont de Saint-Ambroix, la vallée en aval est couverte par les ZNIEFF Rivière de la Cèze à l'aval de Saint-Ambroix et Cours moyen de la Cèze.

#### Randonnées
Six sentiers de randonnée non balisés sillonnent la commune. Le sentier du tumulus, comme le nom l'indique, passe par le tumulus au départ de la place de Dieusses. Le sentier Autour de la mine de Cornas est fléché. Il joint plusieurs vestiges de l'exploitation de la houille et est complémenté par un parcours de santé, l'arboretum et une aire de pique-nique.